# Liste der Kulturdenkmäler in Oberwambach
In der Liste der Kulturdenkmäler in Oberwambach sind alle Kulturdenkmäler der rheinland-pfälzischen Ortsgemeinde Oberwambach aufgelistet. Grundlage ist die Denkmalliste des Landes Rheinland-Pfalz (Stand 4. Mai 2023).

## Einzeldenkmäler
| Bezeichnung         | Lage                | Baujahr                            | Beschreibung                                                | Bild            |
| ------------------- | ------------------- | ---------------------------------- | ----------------------------------------------------------- | --------------- |
| Evangelische Kirche | Kirchstraße 14 Lage | zweite Hälfte des 19. Jahrhunderts | romanisierender Saalbau, zweite Hälfte des 19. Jahrhunderts | Fotos hochladen |